# フランク・ウィリアムズ
フランク・ウィリアムズ（Sir Frank Williams 、CBE、1942年4月16日 - 2021年11月28日）は、イングランド出身の実業家。モータースポーツ企業「ウィリアムズ・グランプリ・エンジニアリング」の創設者。
1969年にプライベートチームを率いてF1に参戦し、1977年にウィリアムズF1チームを設立。事故による肉体的ハンデがありながらも一線で指揮を執り、同チームを名門に育て上げた。「車椅子の闘将」の異名を持つ。

## 略歴

### 生い立ち
フランク・ウィリアムズは、イングランドのタイン・アンド・ウィア州にてイギリス空軍の爆撃機パイロットであった父と、特殊学級教諭の母のもとで生まれた。生後間もなく両親は離婚し、母親に引き取られ8歳でスコットランドの寄宿学校に入れられた。彼は幼少期の大部分を寄宿学校で過ごした。この経験と、早くにウィリアムズ家唯一の男手となったことで自立心の旺盛な逆境に強い人間になったと自身で述べている。1950年代の終わりごろ、ある友人が彼にジャガー・XK150Sに乗車する機会を与え、ウィリアムズはたちまちそのとりこになった。

### フランク・ウィリアムズ・レーシングカーズ時代（1966年 - 1977年）
レーシングドライバーおよびメカニックとしての短いキャリアを持っており、モータースポーツビジネスを開始した当初は冬の間だけ洒落たアパートに暮らしていたが、そこには若くて身分の高いさまざまなモータースポーツファンが住んでいた。フランクは家賃をほとんど払えていなかったが、その身分の高い人々との賭けで手段を選ばず勝つことで凌いでいた時期もあった（教会前でストリーキングをしたのはこの頃）。食品雑貨の行商によって蓄えた資金によって、1966年に「フランク・ウィリアムズ・レーシングカーズ」を設立した。F2およびF3において数年間にわたり、ピアス・カレッジ、リチャード・バートン、生沢徹、トニー・トリマーを出走させた。また、ウィリアムズは中古のブラバムF1シャシーを購入してF1に数戦回出走し、カレッジが2位に2回入賞した。
1970年、ウィリアムズはアレクサンダー・デ・トマソとの間に短期間のパートナーシップを結んだが、オランダグランプリでカレッジが死亡すると、その年の終わりにはデ・トマソとの関係は終わりを告げた。1971年には、マーチから購入したシャシーでアンリ・ペスカロロを出走させた。1972年にはウィリアムズチームとして初めてのF1シャシーであるポリトイ・FX3がレン・ベイリーの手により設計されたが、 ブランズ・ハッチで行われたイギリスGPでペスカロロはクラッシュ、リタイアしてしまう。そしてこれ以降は再びマーチのシャシーを使うことになる。
資金が不足したことにより、ウィリアムズはマールボロおよびイソ（イタリアの自動車会社）に対してスポンサー契約を求めた。彼らは申し出を承諾したものの、契約金が予定通りに支払われなかったため、1976年にウィリアムズは石油王ウォルター・ウルフを共同出資者に受け入れた。チームは活動を続けたものの、それはもはやウィリアムズのものではなく、1977年に長年の従業員の1人であったパトリック・ヘッドとともにチームを去った。

### ウィリアムズ・グランプリ・エンジニアリング時代（1977年 - 2020年）

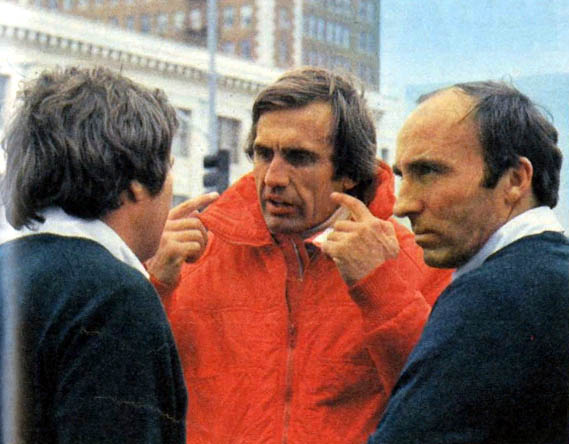
パトリック・ヘッド(左)やドライバー カルロス・ロイテマン(中)と会話中のフランク(右)（1981年3月）

離脱後、英国オックスフォードシャー州ディドコットにあった空の絨毯倉庫を買い取り、パトリック・ヘッドと共同で「ウィリアムズ・グランプリ・エンジニアリング」を新たに設立。F1参戦を再開し、1979年に初勝利。翌1980年には初のコンストラクターズ・タイトルを獲得し、翌年も連覇を果たした。
1986年3月8日の午後、ウィリアムズはフランスのポール・リカール・サーキットでのテストを終えレンタカーのフォード・シエラをニース空港へと運転していたが、サーキットから10kmほど離れた村の近くでコントロールを失って道路から飛び出し、車は横転。ウィリアムズは天井にぶつかって意識不明となり脊椎損傷（第6・第7脊椎間骨折）の重傷を負い、下半身麻痺となりそれ以降車椅子での生活を余儀なくされた（助手席に同乗していたウィリアムズF1広報担当のピーター・ウインザーは裂傷のみでとどまった）。
1994年5月、ウィリアムズ・チームから出走していたアイルトン・セナがイモラで事故死したことを受けて、ウィリアムズはイタリアの法律によって殺人罪で起訴された。しかし数年後に、事故によってこのような起訴が行われるならば、イタリア国内ではレースを行わないとの発言を他の参加チームが行なったこともあり無罪となった。
2012年4月1日、ウィリアムズチームの取締役から退く。ただし引き続きチーム代表は務める。翌2013年3月に娘のクレアを副代表へ昇格させた。
2016年9月、イタリアGPが行われたモンツァで肺炎にかかり入院、クレアが付き添いで看病に当たった。ゆっくりとした回復だったが、同年10月31日に退院している。
そして2020年夏、経営不振などの理由からチームの売却が決定し、同9月初頭付で40年以上務めた代表を正式に退任。ウィリアムズ家はF1界から離脱した。1969年の初参戦から50年、最も長くF1の運営に携わった存在であった。

### 死去
2021年11月28日に死去。79歳没。訃報は同日にウィリアムズチームより公表された。

## 受勲
1987年、ウィリアムズはイギリス女王エリザベス2世からCBE（大英帝国勲章の第3階位）を受勲し、さらに1999年にはKnight Bachelor（騎士団に所属しないナイト）に叙されている。彼はまた、フランス人以外としては数少ないレジオンドヌール勲章の受勲者でもある（階位はシュバリエ。英国のナイトに相当する）。これはルノーとの協力に対する功績を認められたためである。

## 家族
妻、ヴァージニア(通称ジニー)は2年間に及ぶ癌との闘病生活で、2013年3月7日に死去している。66歳没。
息子ジョナサンは、GP2のiスポーツ・インターナショナルで活動。娘クレアは、ウィリアムズF1にてマーケティング及びコミュニュケーション・ディレクターを務め、2013年より同チームの副代表に就任し、2020年のチーム売却までその座にあった。